# آندرس (دهانه)
آندرس یک دهانه برخوردی در ماه است.

## دهانه‌های اقماری
این دهانه ۳ دهانه اقماری دارد.
| Anders | عرض جغرافیایی | طول جغرافیایی | قطر          |
| ------ | ------------- | ------------- | ------------ |
| X      | ۳۹٫۷° S       | ۱۴۳٫۸° W      | ۲۱٫۰ کیلومتر |
| D      | ۴۰٫۴° S       | ۱۴۰٫۵° W      | ۲۳٫۰ کیلومتر |
| G      | ۴۱٫۸° S       | ۱۴۱٫۹° W      | ۱۸٫۰ کیلومتر |